# Горелик, Михаил Владимирович
Михаил Владимирович Горелик (род. 21 марта 1958) — советский пловец, тренер по плаванию. Заслуженный тренер РСФСР. Заслуженный работник физической культуры Российской Федерации.

## Биография
Родился в 1958 году. Выступал на соревнованиях по плаванию, был членом сборной команды СССР. Выступал за ДСО «Зенит». Финалист Олимпийских игр 1980 года (5-е место 200 м, баттерфляй), победитель Всемирной Универсиады (1979), чемпион Европы (1977), призёр чемпионата СССР (1979). Установил 4 рекорда СССР (1977, 1978).
После окончания выступлений перешёл на тренерскую работу. Воспитал множество выдающихся спортсменов: среди них заслуженные мастера спорта Кирилл Пригода, Вероника Андрусенко, Евгений Лагунов, Андрей Гречин, Игорь Марченко, Ирина Беспалова, Елена Богомазова и Роман Егоров; мастера спорта международного класса Романа Щёголева. Его ученики завоевали более 50 медалей чемпионатов России, чемпионатов Европы, чемпионатов мира, среди них были и призёры Олимпийских игр. Общий тренерский стаж Михаила Владимировича составляет более 40 лет.
В 1991 году был удостоен звания «Заслуженный тренер России». За значительный вклад в развитие спорта Санкт-Петербурга в 2006 году ему было присвоено почетное звание «Лучший в спорте Санкт-Петербурга». Неоднократно входил в пятерку лучших тренеров Санкт-Петербурга.
В 2013 году за успешную подготовку спортсменов, успешно выступивших на Олимпиаде 2012 года в Лондоне, был награждён медалью ордена «За заслуги перед Отечеством» II степени.